# Alain Beigel
Alain Beigel est un acteur et réalisateur français né en juillet 1964.

## Biographie
Alain Beigel commence sa carrière à l'âge de quatorze ans au café-théâtre. En 1980, il fait ses débuts au cinéma en jouant le rôle de Raoul dans La Boum et enchaîne les rôles sous la direction de Yves Boisset pour le film Allons z'enfants puis réapparaît dans La Boum 2. En 1982, il suit les cours d'art dramatique de Tsilla Chelton puis de Jean-Laurent Cochet.
Au milieu des années 90 il passe à l'écriture de scénarios puis à la réalisation lâchant peu à peu la condition d'acteur sans regrets.
Le 21 avril 1999 son premier long-métrage "Mille Bornes" co-produit par la Gaumont sort en salles et fera 90.000 entrées.
Il écrit aussi une tragi-comédie en un acte "Ces parachutes qu'on oublie" objet d'une lecture publique en novembre 2011 au théâtre de La Porte St Martin avec Clovis Cornillac / Alain Fromager / Pierre Berriau.
La 12 mars 2022, à 57 ans, il répond à l'appel du président ukrainien à rejoindre la légion internationale pour s'opposer à l'invasion Russe. Au début des années 2000 il avait fait plusieurs séjours à Kiev entre autres pour présenter ses films et s'y était fait des amis. La familiarité avec les ukrainiens ajoutée au sentiment de révolte de l'agression Russe motive son élan pour rejoindre les volontaires étrangers. Il parvient à rejoindre la base de Yavoriv à l'extrême ouest du territoire ukrainien, il passe le recrutement le jour-même, est jugé apte au service et signe un contrat qui l'engage jusqu'à la fin de la guerre sans conditions. Le lendemain 13 mars à l'aube, des missiles russes tirés depuis la mer Noire s'abattent sur la base réduisant bâtiments et nombre d'hommes en poussière, s'ensuit le chaos, les volontaires sont regroupés dans la forêt autour de la base et à son étonnement comme à d'autres le commandant anglais chargé du contingent de volontaires propose à ceux qui le veulent de saisir l'opportunité d'être exfiltrés de la base et reconduits à la frontière polonaise. N'ayant suivi aucune formation, sans armes, lesquelles manquaient au deux tiers des volontaires, dans la désorganisation générale, entendant les soldats les plus aguerris, vétérans d'Irak, d'Afghanistan et du Sahel dire que rester équivalait à un suicide faire le choix de quitter la base pour revenir en Ukraine par d'autres moyens. Il fait le choix de se joindre à eux et après des heures très incertaines rejoint la frontière de la Pologne puis redescend jusqu'à Cracovie,,,,.
Alain Beigel travaille actuellement à un roman graphique tiré de son expérience qui s'attachera plus particulièrement à l'histoire d'un camarade Danois exfiltré avec lui qui retournera dans la Donbas et y trouvera tragiquement la mort comme tant d'autres en avril 2022.

### Réalisations d’Alain Beigel
- Il y a des journées qui mériteraient qu’on leur casse la gueule (court métrage-1997) (rôle de Pascal)
- Mille bornes (1998-Alain Beigel-1h38’06’’)[6],[7],[8],[9]
- Scénarios sur la drogue : KinO (court métrage-1999)[10]
- Yaka (court métrage-2003-film documentaire tourné à Kiev)
- Terre d’asile (court métrage-2005-Collection Talents Cannes 2006 - 7’27’’) / voix off
- Dans l’vent (court métrage-2005-Collection Talents Cannes 2006-7’05’’) (rôle du 2ème futur papa)[11]

### Acteur: cinéma (ordre chronologique)
- La boum (1980-Claude Pinoteau-1h44’10’’) (rôle de Raoul)
- Allons z’enfants (1980-Yves Boisset) (rôle de Branval)
- La boum 2 (1982-Claude Pinoteau) (rôle de Raoul)
- On s’en fout nous on s’aime (1982-Michel Gérard) (rôle de Grégory)
- Contes clandestins (1983 ?-1985-Dominique Crèvecoeur) (rôle du jeune homme recalé chez IBM)
- Un type bien (1990-Laurent Bénégui) (rôle de Jules)
- A la vitesse d’un cheval au galop (1991-Fabien Onteniente) (rôle de Georges)
- Ce que femme veut (1993-Gérard Jumel) (rôle de l’homme de la plage)
- Du fond du coeur (version courte cinéma tirée du feuilleton-TV Germaine et Benjamin) (1993-Jacques Doillon)
- Au Petit Marguery (1995-Laurent Bénégui) (rôle de Daniel)
- Romaine (1997-Agnès Obadia) (rôle de l’Italien)
- Bouge ! (1997-Jérôme Cornuau-1h32’59’’) (rôle de Fabrice)
- Mauvais genre (1997-Laurent Bénégui) (rôle de Marcel Proust)
- Mille bornes (1998-Alain Beigel-1h38’06’') (rôle de Romain)
- Nos vies heureuses (1999-Jacques Maillot-2h20)
- Ceux d’en-face (2000-Jean-Daniel Pollet-1h25’15’’) (rôle de Sébastien)
- Qui perd gagne (2003 © 2004-Laurent Bénégui) (rôle de Louvin)
- Les liens du sang (2007 © 2008-Jacques Maillot) (rôle de Briquet)
- Je te mangerais (2007 © 2009-Sophie Laloy) (rôle de Yves)
- Au cas où je n’aurais pas la palme d’or (© 2011-Renaud Cohen) (rôle du réalisateur anonyme)
- La mer à boire (2011-Jacques Maillot) (rôle de Yannick)
- Mon roi (ex-Rien ne sert de courir) (2014-Maïwenn-1h55’57’’-Cannes 2015) (rôle de Christian, l’ami à la pharmacie)
- Je ne suis pas un salaud (2014-Emmanuel Finkiel) (Rôle de l’inspecteur)
- Au nom de ma fille (2014-2016-Vincent Garenq-1h19’43’’)  (rôle de l’huissier de justice)
- Une vie (2015-Stéphane Brizé) (rôle de Georges de Fourville)
- L’apparition (2017-Xavier Giannoli) (rôle de l’avocat)
- L’homme debout (ex-L’échappée belle = Ils désertent) (avril et mai 2021-Florence Vignon-Sortie 17 mai 2023 - 1h26’19’’) (rôle de Chapuis)

### Courts métrages: acteur (ordre chronologique)
- L’envers des choses (c.m.-1983-Guy Gilles)* L’emploi du temps (c.m.-1983-Barbet Schroeder)
- Romaine un jour où ça va pas (c.m.-1988-Agnès Obadia) (rôle du dragueur)
- Bobby et l’aspirateur (c.m.-1989-Fabien Onteniente)[12]
- Forte est la tentation de Georges (c.m.-1989-Luc Pagès)
- 75 cl de prière (c.m.-1993 © 1994-Jacques Maillot) (rôle de Julien)
- Le bus (c.m.-1994-Jean-Luc Gaget) (rôle de Daniel)[13].
- Corps inflammables (c.m.-juillet-août 1994-Jacques Maillot) (le petit ami de Corinne)[14]
- Je te quitte (c.m.-1995-Anne Roussel)
- Liberté chérie (c.m.-1996-Jean-Luc Gaget)[15].
- Rien que des grandes personnes (c.m.-1996-Jean-Marc Brondolo)
- Il y a des journées qui mériteraient qu’on leur casse la gueule (c.m.1997-Alain Beigel) (rôle de Pascal)
- Dans l’vent (c.m.-2005-Alain Beigel-Collection Talents Cannes 2006-7’05’’) (rôle du 2ème futur papa)
- 1992 (c.m.-2016-Anthony Doncque) (rôle du père)[16].

### Courts métrages: voix off
- Après le bip (c.m.-1996-Jean-Luc Gaget) / voix off[17]
- Herbert C.Berliner (c.m.-1998-Marc Gibaja) / voix off
- Premier domicile connu (c.m.-1999-Laurent Bénégui) / voix off
- Yaka (c.m.-2003-Alain Beigel-film documentaire tourné à Kiev)
- Opération Hollywood (c.m.-2004-Emilio Pacull) / voix off (En DVD : Hollywood Pentagone)
- Terre d’asile (c.m.-2005-Alain Beigel-7’27’’-Collection Talents Cannes 2006) / voix-off

### Acteur: télévision (ordre chronologique)
- Joëlle Mazart (1981-Jean-Claude Charnay) : Episodes 1 à 6 (ou +) (rôle de Thomas Martino)
- La gourmande (1982-Jean-Claude Charnay) (rôle de Michel)[18]
- Fabien de la Drôme (1983-feuilleton de Michel Wyn) (rôle de Pierrou)
- Messieurs les jurés-5.4-L’affaire Kerzak (1986-Michèle Lucker) (rôle de Georges)
- Médecins de nuit : Marie-Charlotte (1986-Jean-Pierre Prévost)
- Objectif nul : La police de l’espace (épisode pilote) (1987) (rôle du Sergent Muldor)
- La vie des autres : Episode La jauneraie
- Drôles d’histoires / Mésaventures : Ouvrage de dames (1988-Emmanuel Fonlladosa)
- Le triplé gagnant : L'affaire d'Hauterive (1991-Bernard Villiot)
- Les Cordier, juge et flic, épisode 2.2  L’argent des passes (diffusion 24-3-1994) (1994-Alain Bonnot) (rôle de Rick)
- Germaine et Benjamin (version longue-TV du film Du fond du coeur) (1993-Jacques Doillon-12 épisodes de 24’) (Rôle de John Rocca dans le 12ème épisode L’escalier des adieux)
- Abus de confiance (1994-Bernard Villot)
- Le cri coupé (1994-Michel Courtois - Grand prix 95 du Comité français pour l'audiovisuel) (rôle de Jean-Baptiste Tropmann)
- Vertiges : épisode 1.4 La spirale (1996-Michel Courtois) (rôle de Philippe)
- En marge des jours (2006-Emmanuel Finkiel) (rôle de Serge)
- Fais pas ci, fais pas ça : épisode 1.1  La rentrée des classes (2007-Pascal Chaumeil)
- Un singe sur le dos (2008-Jacques Maillot) (rôle de Carlo)
- La nouvelle Blanche-Neige (ex-La véritable histoire de Blanche Neige) (2011-Laurent Bénégui) (rôle du Dr Ducoeur)[19].
- Engrenages : épisode 4.10 (2012-Alexandra  Clert) (rôle du Capitaine Robin, SRPJ Versailles)
- Clémenceau (2012-Olivier Guignard)
- Jamais seuls (2013-Virginie Sauveur)
- Virage Nord (2014-Virginie Sauveur-épisodes 1 à 3 x 50’) (rôle de Marc Picard) (1-La clé 2-Le miroir 3-Nicolas)

### Emissions de télévision
- La boum éternelle : histoire d’un grand film sans prétention (doc-TV-2022- Réal Céline Chassé, Julie Peyrard- 1h26’06’’)[20]

### Film documentaire
- Mémoires de la Terre de feu / Chili salida (2000-Emilio Pacull-53’40’’-voix off - Sorti en DVD)[21]
- Opération Hollywood / Hollywood Pentagone (2004-Emilio Pacull)[22],[23]
- L’absente (2008-Cyril le Grix - 24' - voix off) / Le suicide lié au travail.
- Ron Arad (2008-Judith du Pasquier - 52' - voix off)
- Make Poland great again (2018-Konrad Szolajski - 52’ - voix off)[24],[25],[26],[27],[28]

## Théâtre
- 1986 - Impasse 14 (1986-Laurent Bénégui-Théâtre Noir à Paris)[29],[30]
- 1987 - On achève bien les chevaux (d’après Horace McCoy, mise en scène Micheline Kahn, Cirque d’hiver Bouglione)

## Théâtre (écriture)
- 1996 - Montage de textes de Michaux, Beckett, Pinter, Tardieu, Leiris, Miacasa
- 2011 - Ces parachutes qu’on oublie (Une lecture publique en novembre 2011 au Théâtre de la Porte St-Martin avec Clovis Cornillac, Alain Fromager, Pierre Berriau)

## Audio
- Jane Eyre (Juliette Heymann - pour France Culture)[31]
- Le mot interdit (2006-livre-CD de Nicolas de Hirscing - Collection J’écoute, J’aime lire - Ed. Paris, Bayard Jeunesse - 18’10’’)
- Odyssea (2014-Pascal Deux - pour France Culture)[32]